# Inch Kenneth
Inch Kenneth est une île inhabitée du Royaume-Uni située en Écosse. Elle fait partie des Hébrides intérieures.

## Histoire
Au Moyen âge, l'île dépendait du monastère de Iona.
Au XXe siècle, ses plus fameux occupants sont l'auteur-compositeur Harold Bolton et les Mitford.